# Hong Kong Disneyland
 (octobre 2021).
Pour les articles homonymes, voir Disneyland (homonymie).
Hong Kong Disneyland est un parc à thème de la Walt Disney Company; Qui a ouvert le 12 septembre 2005 et est situé sur l'île de Lantau, à Hong Kong, en Chine.
C'est le premier parc Disney à s'être établi en Chine. Ses trois hôtels et le parc forment le complexe Hong Kong Disneyland Resort. Le gouvernement de Hong Kong en est le propriétaire majoritaire (52%). Le parc reste sous la gestion de la Walt Disney Company, avec une part de 48%.
Lors de son ouverture, Hong Kong Disneyland est le 5e Royaume enchanté et le 11e parc à thème de la Walt Disney Company. C'est alors le plus petit des Royaumes Enchantés. Il ouvre l'année du cinquantième anniversaire du Disneyland en Californie, dont il s'inspire.
En 2023, le parc accueille 6,4 millions de visiteurs, se classant à la 7e place des parcs à thème en Asie et la 17e place mondiale[réf. non conforme]. Il est distingué deux fois par un Thea Award, un prix mondial décerné par la Themed Entertainment Association :  en 2009 pour Muppet Mobile Lab dans la catégorie technique, et en 2014 pour Mystic Manor dans la catégorie attraction.

## Historique

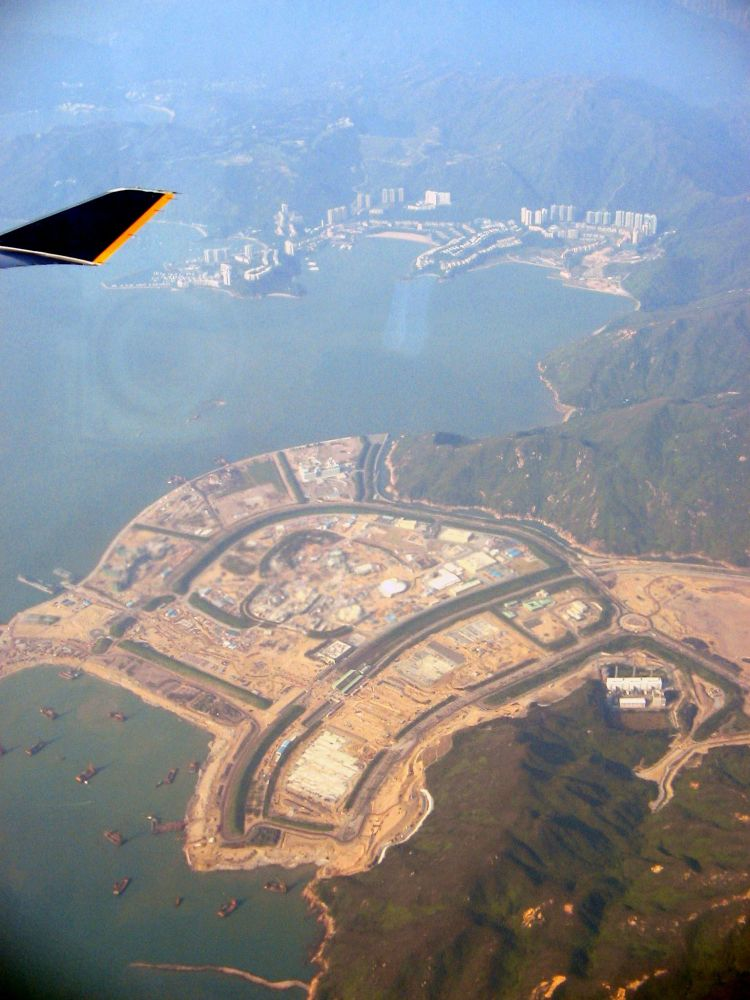
Le parc en construction.

Le projet Hong Kong Disneyland a été officialisé par Disney le 2 novembre 1999,  avec une ouverture prévue en 2005.
La construction du parc a débuté en 2003 et l'ouverture officielle a eu lieu le 12 septembre 2005, en présence de Bob Iger, alors PDG de la Walt Disney Company, ainsi que de Donald Tsang, Zeng Qinghong et Michael Eisner. La cérémonie d'inauguration est marquée par la performance de la chanteuse Coco Lee, qui interprète sa chanson Reflection aux côtés de Lea Salonga. A son ouverture, le parc avait une capacité d'accueil journalière de 28 000 personnes, avec une projection annuelle de 6 millions de visiteurs.
Le 13 juillet 2006, trois attractions ont ouvert dans Tomorrowland : Autopia, Stitch Encounter et UFO Zone. Après un premier trimestre décevant en termes de fréquentation, un pass d'été (Summer Pass), puis un pass annuel (Annual Pass) sont créés pour permettre des visites illimitées. La fréquentation de la première année complète s'avère décevante, le parc n'ayant accueilli que 5,2 millions de visiteurs, soit moins que les 6 millions espérés. La capacité journalière a été portée à 34 000 visiteurs à la fin de l'année 2006.
En 2007, l'atelier Animation Academy, proposant une initiation au dessin lors d'une classe de 20 minutes, a été inauguré. Cette année-là, la fréquentation du parc a diminué de 20%, atteignant 4,15 millions de visiteurs.
En 2008, l'ouverture de l'attraction It's a Small World dans Fantasyland a permis une légère hausse de la fréquentation, atteignant 4,5 millions d'entrées.
Le 17 janvier 2009, une semaine après l'officialisation du projet Shanghai Disneyland, Disney a annoncé une extension de 30% du parc Hong Kong Disneyland d'ici 2011. Le 30 juin 2009, Disney et le gouvernement de Hong Kong ont présenté un budget de 452 millions de dollars US, étalé  jusqu'en 2014. L'annonce est accompagnée d'une montée au capital de Disney de 5%, passant de 43% à 48% des parts totales du parc. La fréquentation du parc progresse légèrement : 4,6 millions de visiteurs.
En 2010, à l'occasion du cinquième anniversaire du parc, la fréquentation a augmenté pour atteindre 5,2 millions d'entrées.
L'année 2011 est marquée par l'inauguration de Toy Story Land et de ses trois attractions (RC Racer, Toy Soldiers Parachute Drop et Slinky Dog Zig-Zag Spin). Il s'agit d'une déclinaison du quartier ouvert un an auparavant au parc Walt Disney Studios. Le parc connaît encore une augmentation de sa fréquentation : 5,9 millions de visiteurs.
En 2012, le parc inaugure sa déclinaison de Frontierland, Grizzly Gulch et son attraction phare Big Grizzly Mountain Runaway Mine Cars. Pour la quatrième année consécutive, la fréquentation a augmenté, avec 6,7 millions de visiteurs.
L'année 2013 a vu l'ouverture de la zone thématique Mystic Point et de son attraction majeure Mystic Manor, une déclinaison de Haunted Mansion. Le nombre de visiteurs a atteint 7,4 millions.
En 2014, le parc a lancé sa première parade nocturne, Disney Paint the Night et a enregistré un record de fréquentation de 7,6 millions d'entrées.
En 2015, pour ses dix ans, le parc a ouvert l'attraction Fairytale Forest et présenté le spectacle Mickey and the Wondrous Storybook en décembre. Cependant, après sept années de hausse, la fréquentation diminue et tombe à 6,8 millions de visiteurs.
Le 22 novembre 2016, la Walt Disney Company a annoncé un plan de développement de 2018 à 2023, estimé à 1,4 milliard de dollars US. Ce plan comprend l'agrandissement et la transformation du château existant, la création de deux lands sur les thèmes de Marvel et de La Reine des neiges, ainsi que l'ouverture d'une salle de spectacles sur le thème de Vaiana à Adventureland,,,. En vue des futurs aménagements du quartier Marvel, les attractions Autopia, Stitch Encounter et UFO Zone ferment leurs portes en août. Le parc ne propose aucune nouveauté, entraînant une baisse de la fréquentation à 6,1 millions d'entrées.
En 2017, le parc a inauguré l'attraction Iron Man Experience, première étape du land Marvel appelé Stark Expo, ce qui a permis une légère hausse de la fréquentation à 6,2 millions de visiteurs.
En 2018, le spectacle Moana A Homecoming Celebration sur le thème de Vaiana est joué à Adventureland. Cette année-là, 6,7 millions de visiteurs franchissent les portes du parc.
Le 31 mars 2019, après presque deux ans de fermeture, l'attraction  Buzz Lightyear Astro Blasters a rouvert sous le nom Ant-Man and The Wasp : Nano Battle !, intégrée dans le Stark Expo. Le 5 août 2019, Hong Kong Disneyland a présenté le projet de Castle of Magical Dreams, un château inspiré de treize princesses Disney. Toutefois, la fréquentation a diminué à 5,695 millions de visiteurs.
En 2020, en raison de la pandémie de Covid-19, le parc a subi trois périodes de fermeture, rouvrant à chaque fois avec une capacité d'accueil limitée et des mesures sanitaires strictes. Selon le rapport 2020 de la Themed Entertainment Association la fréquentation a chuté de 70,1% passant de 5,695 millions en 2019 à 1,7 million. La moyenne mondiale se chiffre à 67,2% et à 57,9% en Asie.

## Dédicace
Chaque parc Disney présente une dédicace adressée aux visiteurs à son entrée, dévoilée lors de son inauguration.

« To all who come to this happy place, welcome.

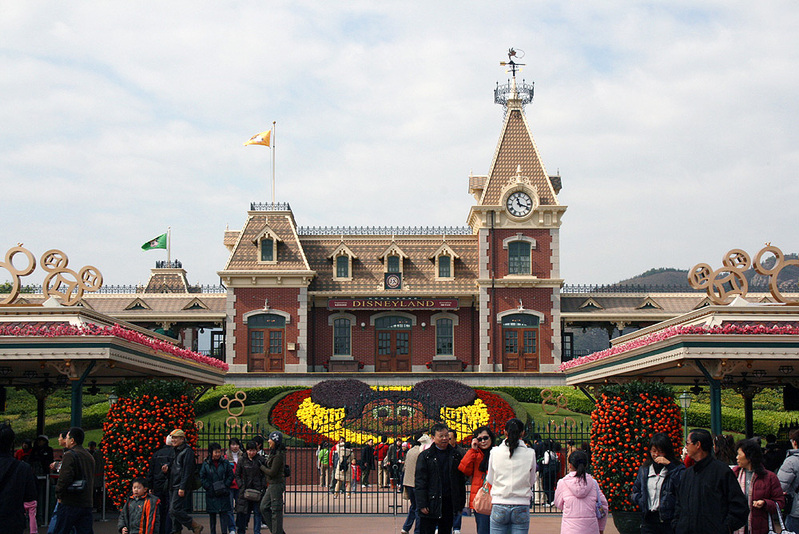
L'entrée de Hong Kong Disneyland

Many years ago, Walt Disney introduced the world to enchanted realms of fantasy and adventure, yesterday and tomorrow, in a magical place called Disneyland.

Today that spirit of imagination and discovery comes to life in Hong Kong.

Hong Kong Disneyland is dedicated to the young and the young at heart—with the hope that it will be a source of joy and inspiration, and an enduring symbol of the cooperation, friendship and understanding between the people of Hong Kong and the United States of America. »

— Michael D Eisner & Donald Tsang, September 12, 2005

« À tous ceux qui arrivent dans ce pays du bonheur, bienvenue.

De nombreuses années auparavant, Walt Disney a présenté au monde, des royaumes enchantés, pleins de fantaisie et d'aventure, de passé et de futur, dans un endroit magique appelé Disneyland.
Aujourd’hui, cet esprit d'imagination et de découverte vient de naître à Hong Kong.
Hong Kong Disneyland est destiné à la jeunesse et aux jeunes de cœur - avec l'espoir qu'il sera une source de joie et d'inspiration et un symbole permanent de la coopération, de l'amitié et de la compréhension entre les peuples de Hong Kong et des États-Unis d'Amérique. »

— Michael D Eisner & Donald Tsang, September 12, 2005

## Le parc à thème
Le parc reprend le plan radial des parcs Disneyland. Il est conçu selon le modèle du Royaume enchanté du Disneyland Resort en Californie, son Château de la Belle au bois dormant en est une réplique. Il existait néanmoins une différence visuelle importante entre les deux Royaumes enchantés : l'arrière-plan du château de Hong Kong Disneyland est constitué du paysage montagneux de l'île de Lantau, bien différent de celui du Disneyland originel. Les critiques soulignent qu'il ne répond pas aux standards des parcs Disney modernes. 
Depuis la fin de l'année 2020, le château de la Belle au bois dormant a été transformé en Castle of Magical Dreams, les visiteurs jugeant le précédent château trop petit. Contrairement aux autres parcs Disneyland, les détails n'atteignent pas le même niveau de précision. Par exemple, sur Main Street USA, les façades des bâtiments restent assez sobres et peu décorées. Depuis 2010, le parc a entamé une politique de réaménagement et connaît actuellement de multiples expansions.

### Main Street USA

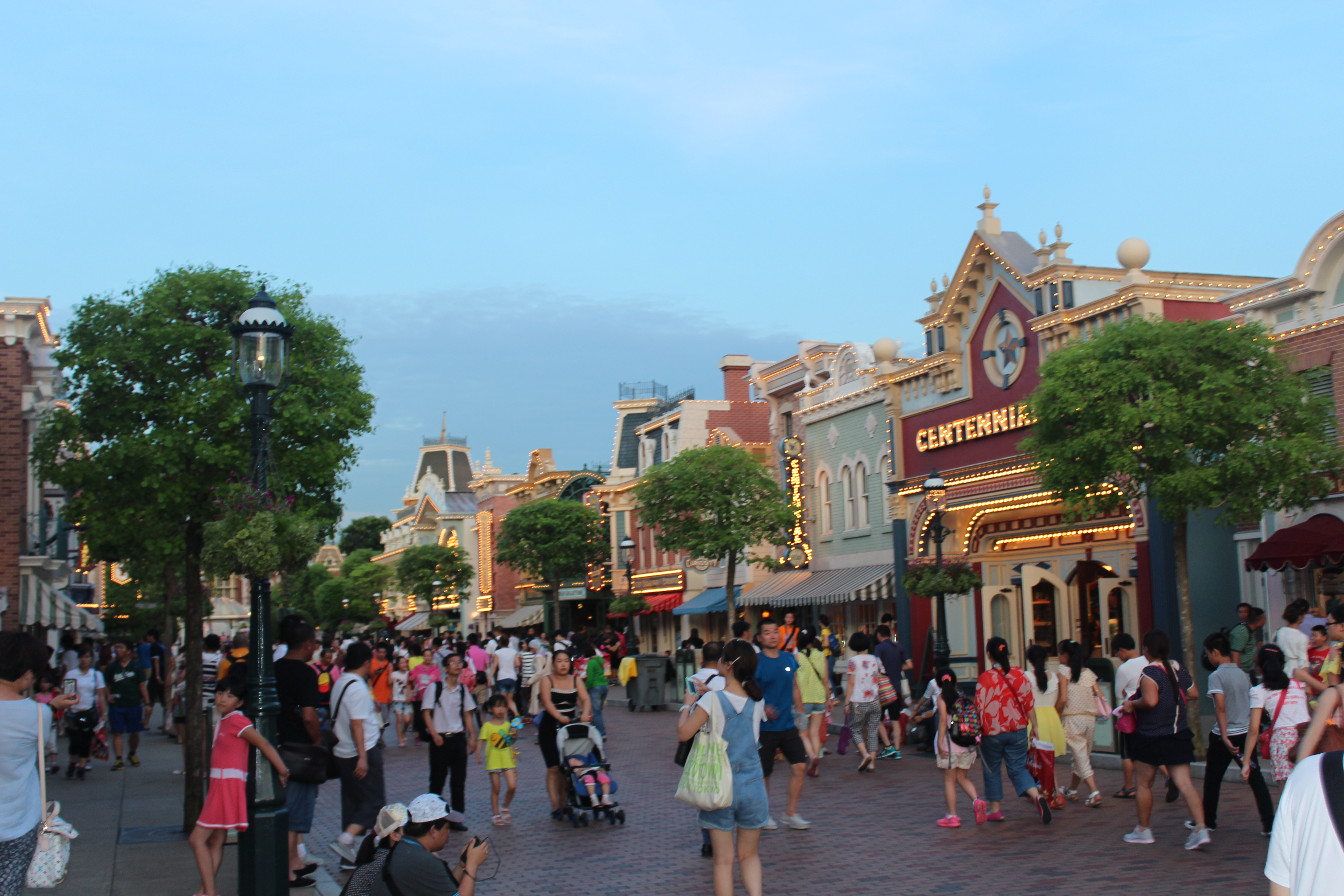
Main Street USA

Main Street, USA est une évocation de la rue principale d'une petite ville provinciale américaine ; c'est une copie quasi conforme de celle du Disneyland en Californie, avec des restaurants adaptés aux goûts de la population chinoise. Il s'agit d'un passage obligé pour accéder au reste du parc, tout au long duquel le visiteur aperçoit, en toile de fond, Castle of Magical Dreams grâce à la perspective. Cette rue principale est composée majoritairement de boutiques et de restaurants ; elle peut être remontée grâce aux véhicules des Main Street Vehicles pour rejoindre Central Plaza, qui dessert les autres lands. Les Main Street Vehicles sont un ensemble de véhicules motorisés du début du XXe siècle qu'il est possible d'emprunter.
L'entrée du parc et de Main Street, USA est située sous la gare principale du Hong Kong Disneyland Railroad, voyage en train à vapeur. 
La voie ferrée encercle le parc et comporte deux gares : Main Street Station et Fantasyland Station.  
De style victorien, Main Street Station est la gare principale. Le promeneur arrive ensuite sur Town Square, avec son City Hall, situé comme toujours à gauche de l'entrée et faisant face à l'Opera House, ce dernier proposant l'attraction-exposition Art of Animation. 
Le Fire Departement, comme dans les autres parcs Disneyland, jouxte le City Hall.  Ici, la salle à l'étage de ce dernier ne reproduit pas l'appartement de Walt Disney. L'autre originalité du parc est que le bâtiment du City Hall-Fire Departement sert aussi de costuming (garde-robe des employés).
Après Town Square, le visiteur arrive dans l'allée principale. Il y retrouve la boutique Emporium, dans le premier bâtiment de la rue sur la gauche, et, sur la droite, Town Square Photo, un magasin de photos. 
Plus loin dans la rue, Midtown Jewelry (une bijouterie) occupe l'emplacement de Main Street Cinema, à côté de Centennial Hall (une salle d'arcade) ainsi que d'autres boutiques habituelles des parcs Disney, telles que Main Street Sweets (bonbons), Crystal Arts et Main Street Mercantile. 
À droite, à la fin de la rue, se trouvent le Main Street Corner Café, avec une véranda offrant une vue sur Central Plaza et le château. À gauche, en retrait, se trouve le Plaza Inn ; il propose de la cuisine cantonaise traditionnelle dans un décor de la Chine du XIXe siècle.
Au bout de la rue principale, le visiteur arrive à Central Plaza. C'est une grande place fleurie, située au pied du Castle of Magical Dreams. Elle dessert directement quatre zones : Main Street, U.S.A, Adventureland, Tomorrowland et Fantasyland, dont l'entrée est marquée au sol par une immense rose des vents en briques.
Deux spectacles ont lieu dans ce quartier. Présentée quotidiennement, Flights of Fantasy Parade est une procession de chars et de personnages issus de l'univers de Disney. We Love Mickey est un spectacle de projection nocturne effectué sur les façades des bâtiments.

### Adventureland

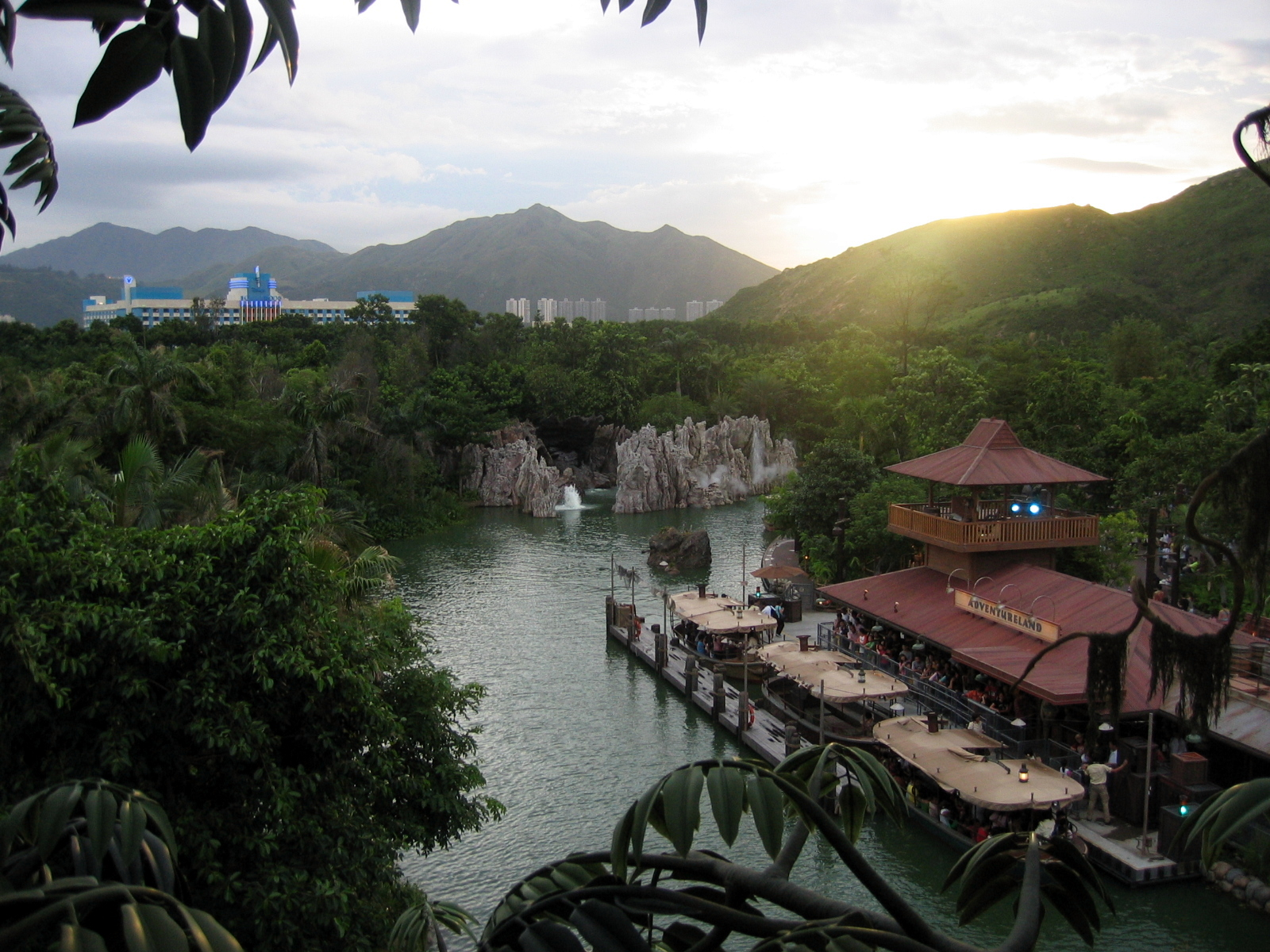
Vue sur l'embarcadère de Jungle River Cruise

Adventureland a pour thème l'aventure exotique. Le visiteur voyage de la Polynésie à l'Afrique, en passant par l'Asie du Sud-Est, dans le plus grand land du parc.
L'entrée principale se fait depuis Central Plaza par un porche aux allures tribales, au-dessus d'un pont. Un bras de rivière, enjambé par plusieurs ponts, relie les douves du Castle of Magical Dreams à Jungle River. Ce bras de rivière sépare le quartier en deux parties. Dans la première, le promeneur découvre la Polynésie, organisée autour d'une place ornée de totems tribaux. Autour de cette place se trouvent le restaurant Tahitian Terrace et la salle de spectacle présentant Moana : A Homecoming Celebration, sur le thème de Vaiana et de son voyage pour aller rendre le cœur de Te Fiti. 
En allant plus loin dans cette partie du land, le promeneur arrive en Afrique. 
La visite de Tarzan's Treehouse se déroule en deux étapes : la traversée des Rivers of Adventure à bord des Rafts to Tarzan's Treehouse, des radeaux en bois rond ; et la balade dans la cabane Tarzan's Treehouse, située sur l'extrême pointe orientale de l'île et établie dans un arbre colossal d'une hauteur de 19 mètres. 
Le long des Rivers of Adventure se trouve l’embarcadère de Rafts to Tarzan's Treehouse situé en face de l'entrée du Karibuni Marketplace. Après ce marché africain, le visiteur arrive au Theater in the Wild. Il comprend 2 250 places. Festival of The Lion King, un spectacle de 28 minutes, est présenté sur le thème du Roi Lion, avec acrobates et danseurs de feu. 
Le long des Rivers of Adventure, le visiteur arrive au land Grizzly Gulch.
La partie droite de la zone depuis Central Plaza permet de déambuler en Asie du Sud-Est, le long de Jungle River où se trouvent l’embarcadère de l'attraction principale du land — Jungle River Cruise — et le Riverview Café situé en face. Cette attraction est une croisière sur une rivière « à l'intérieur des régions les plus cachées du monde ». Le long des berges, différents décors exotiques sont reconstitués en reprenant plusieurs thèmes de son aînée californienne. Un peu plus loin, le jeu d'eau de Liki Tikis. Puis, le promeneur sort d'Adventureland et arrive à une intersection menant à Fantasyland ou à Toy Story Land.

### Fantasyland

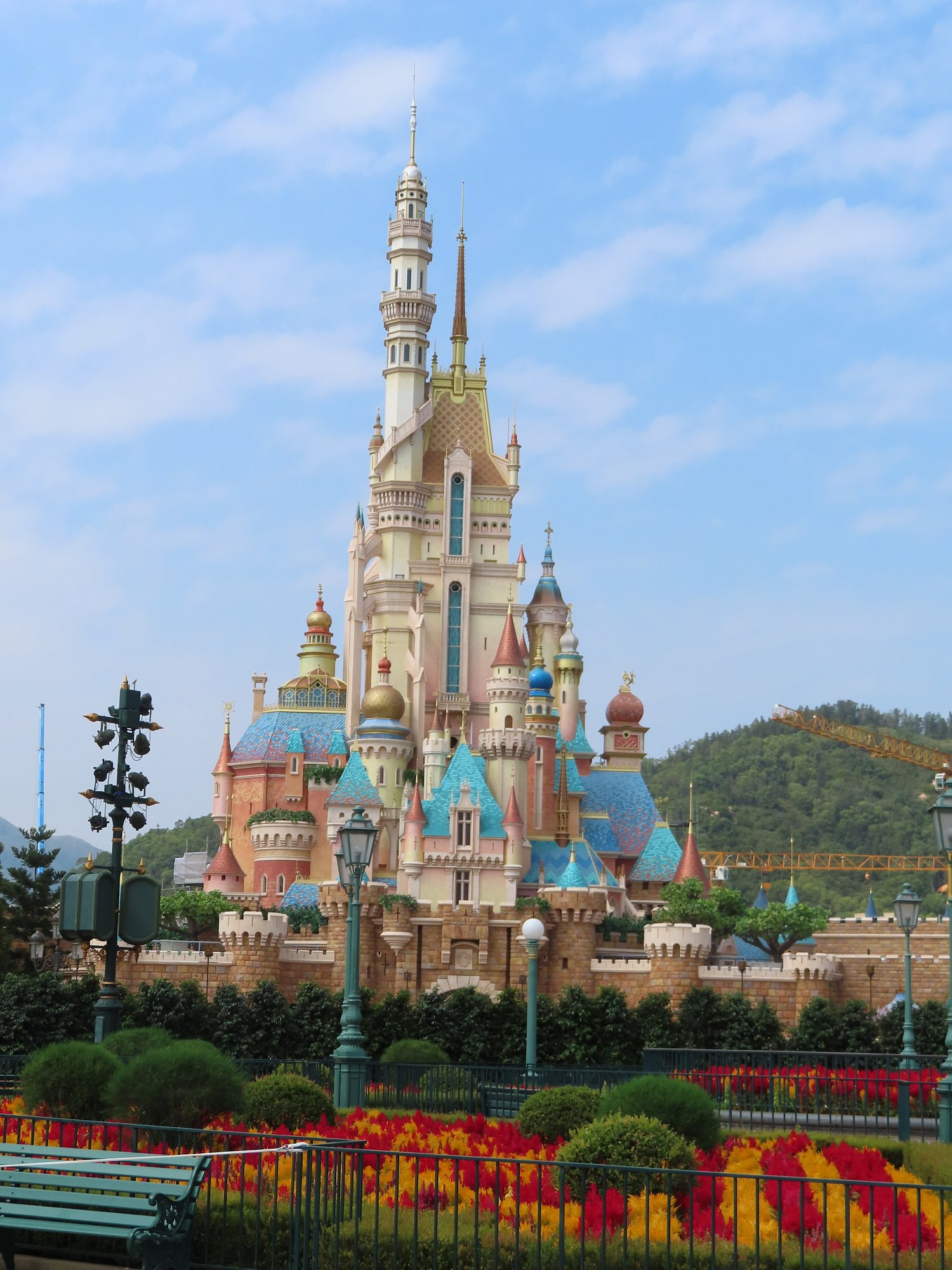
Castle of Magical Dreams

Fantasyland est le pays des contes de fées avec les classiques d'animation Disney, le spectacle nocturne We Love Mickey et le symbole du parc, le château Castle of Magical Dreams. Cette partie du parc est inspirée du Fantasyland de Disneyland en Californie. Le même château a été remplacé en 2020 par un plus grand, le Castle of Magical Dreams.
Ce château est dans le prolongement de Main Street USA. C'est l'entrée principale de ce pays. Il possède des tours et des flèches inspirées de treize princesses Disney (Blanche-Neige, Raiponce, Tiana, Aurore, Mérida, Elsa, Jasmine, Mulan, Pocahontas, Belle, Ariel, Cendrillon et Vaiana) ainsi que des douves. Sur le côté droit, Snow White Grotto est une scène avec des statuettes et d'un puits à souhait.
En sortant du château, se dresse un bâtiment proposant la boutique Storybook Shoppe, suivi du restaurant Royal Banquet Hall, d'une boutique et de Mickey's PhilharMagic, un cinéma 4-D animé par des audio-animatronics. Il propose les plus grands classiques de Disney. Suivent un restaurant Clopin's Festival of Foods, la boutique Pooh Corner et une attraction sur Winnie l'ourson : Many Adventures of Winnie the Pooh. Ce parcours scénique doté d'omnimovers est identique à celui du Magic Kingdom.
Entre les deux bâtiments, à l'arrière du château, trône une statue en bronze appelé Dream Makers. Elle représente Walt Disney assis sur un banc du parc avec Mickey Mouse. Plus loin, Cinderella Carousel évoque le thème de Cendrillon. Derrière le carrousel, un manège est semblable à celui du parc Disneyland, Dumbo the Flying Elephant. Ensuite, le chemin mène à Adventureland et à Toy Story Land.
Dans le fond de la place, le visiteur accède à la deuxième gare du parc, Fantasyland Station. Deux jardins encadrent la gare, Fantasy Gardens et Fairy Tale Forest proposant le lieu de rencontre Meet Tinker Bell at Fairy Tale Forest.
En sortant de la place, en face du restaurant Clopin's Festival of Foods, le visiteur arrive à l'attraction de type tasses Mad Hatter Tea Cups sur le thème d'Alice au pays des merveilles. 
Ensuite, se présente une intersection : à droite, le Storybook Theatre (1 000 places)  propose Mickey and the Wondrous Book, un spectacle musical de 28 minutes sur les classiques des Walt Disney Pictures ; à gauche, un chemin passe sous la voie de chemin de fer du Hong Kong Disneyland Railroad et mène au glacier Small World Ice Cream et à It's a Small World, la célèbre barque scénique. L'attraction comprend une scène de plus que les versions des autres parcs, avec un décor exposant une vue de Hong Kong ; enfin, tout droit, Fantasyland se termine et commence Tomorrowland.

### Tomorrowland

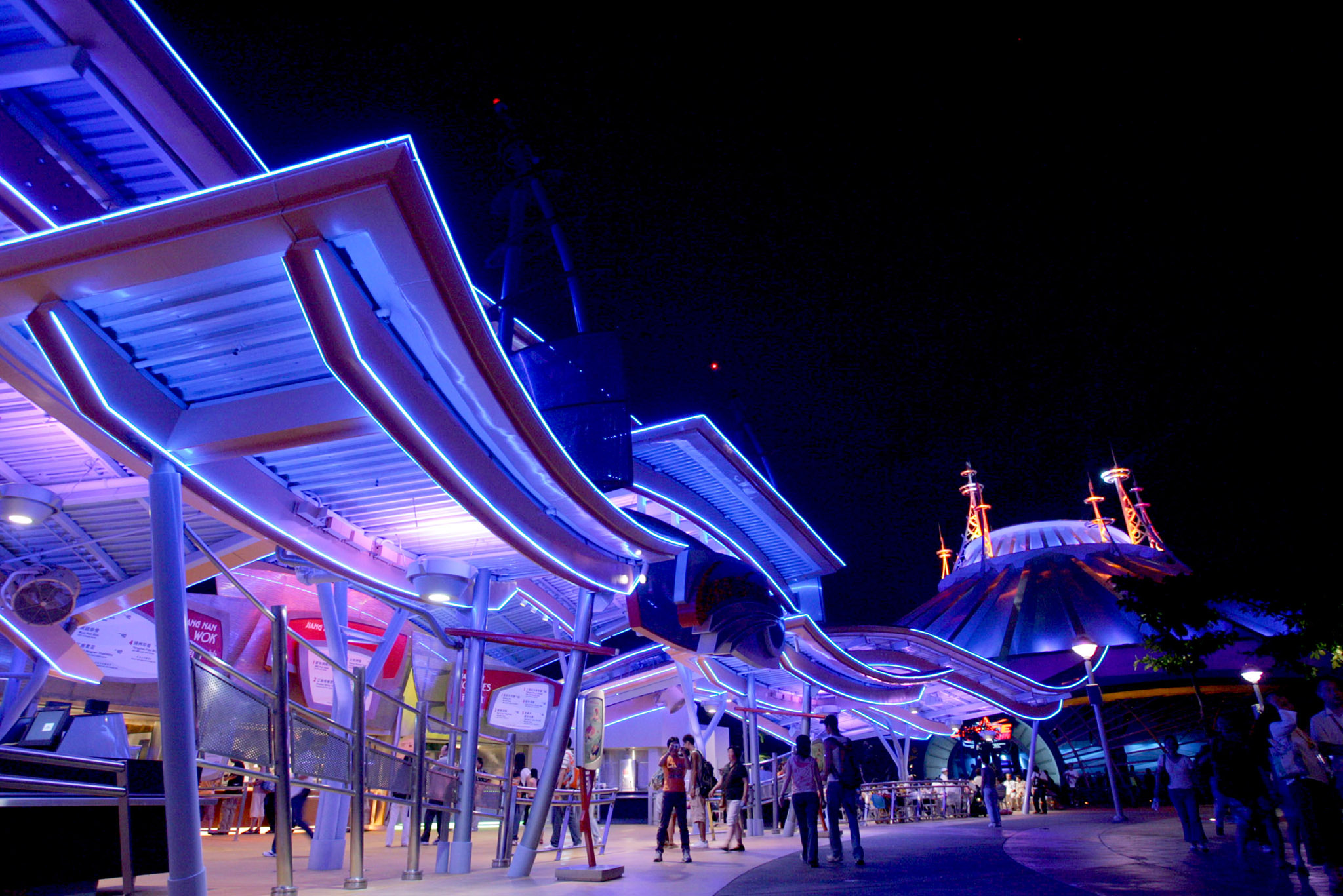
Tomorrowland

Tomorrowland est la présentation d'une vision du futur. La décoration est futuriste avec des décorations métalliques aux couleurs bleues et mauves. L'ouverture, en décembre 2016, d'Iron Man Experience transforme la partie située au fond du quartier en Stark Expo de l'univers Marvel.
L'entrée principale, depuis Central Plaza, s'ouvre sur une structure futuriste représentant une planète avec sa ceinture d’astéroïdes. Ensuite, le promeneur arrive sur une place où trône au centre l’attraction Orbitron, plus colorée que son modèle du parc Disneyland. Elle comprend seize soucoupes volantes de quatre places ; son décor représente l'univers suivant le modèle des sphères armillaires du XVe siècle au XIXe siècle. Le restaurant Starliner Diner est à droite et le restaurant Comet Cafe à gauche. 
Au fond de la place, le public retrouve le thème Star Wars, avec l’imposante attraction Hyperspace Mountain, un parcours de montagnes russes placé dans un bâtiment de 28 mètres de haut, similaire à celui de Disneyland. Il contient la boutique Space Traders, le lieu de rencontre de personnages Command Post, ainsi que Jedi Training : Trials of the Temple. Sur la gauche, Tomorrowland se termine pour arriver à Fantasyland.
Au fond de la place, c'est l'entrée de Stark Expo, zone dédiée à l'univers Marvel. Ant-Man and the Wasp : Nano Battle! est un parcours scénique interactif inspiré du film Ant-Man et la Guêpe ; les passagers embarquent dans des omnimovers pour tirer sur des cibles. L'attraction Ant-Man and the Wasp : Nano Battle! et la boutique Pavillon Gifts sont concentrées sur un pan de l'allée. La boutique Expo Shop et le lieu de rencontre de personnages Iron Man Tech Showcase sont sur l'autre pan. L'attraction Iron Man Experience se situe au-delà de la voie de chemin de fer. Ce simulateur de vol emmène les passagers dans une visite aérienne de Hong Kong et de Hong Kong Stark Tower.

### Toy Story Land

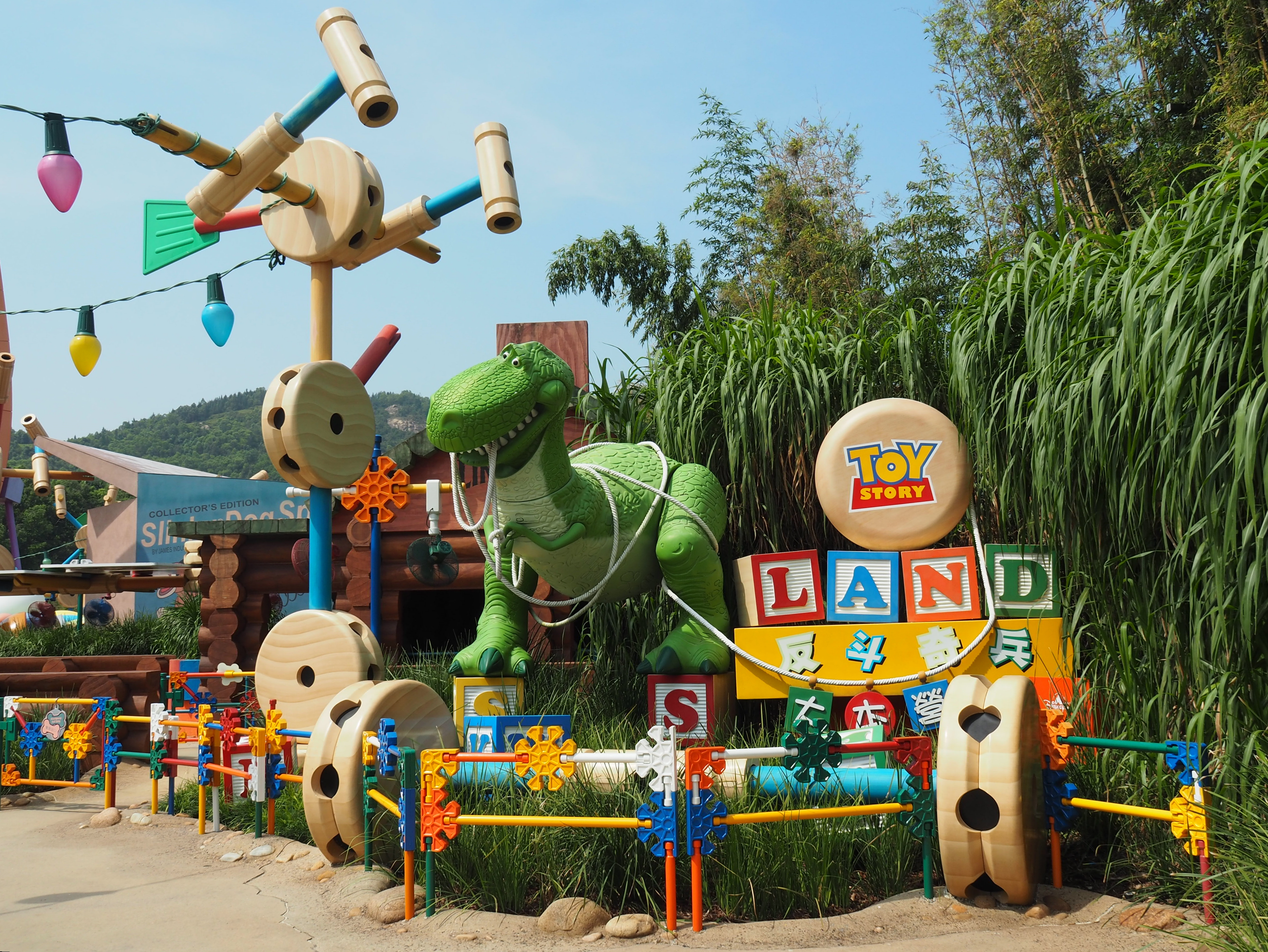
Toy Story Land

Toy Story Land est une zone inaugurée le 17 novembre 2011, inspirée de l'univers de Toy Story ; elle reprend les attractions ouvertes un an auparavant au parc Walt Disney Studios,,. Une statue géante de Woody se dresse à l'entrée principale du quartier thématique aux abords de Fantasyland et d'Adventureland. En face de Mystic Point, une statue de Rex accueille les visiteurs.
Au pied de la statue de Woody, se trouve le lieu de rencontre de personnages Barrel of Fun, puis la boutique Andy’s Toy Box. Le promeneur découvre de part et d'autre du chemin deux attractions Slinky Dog Zig-Zag Spin et RC Racer. Cette dernière est une attraction de type Half Pipe Coaster. Le passager grimpe dans la voiture télécommandée du film Karting et parcourt ces montagnes russes navette. Slinky Dog Zig-Zag Spin est une attraction de type Music Express, composée d'un circuit très court et peu mouvementé qui reprend l'esthétique du chien Zigzag.
Sur la droite, se dresse le snack Jessie's Snack Roundup et l'attraction de type Paratower Toy Soldiers Parachute Drop qui marque la fin de la zone. Le chemin permet d'accéder à Mystic Point.

### Grizzly Gulch

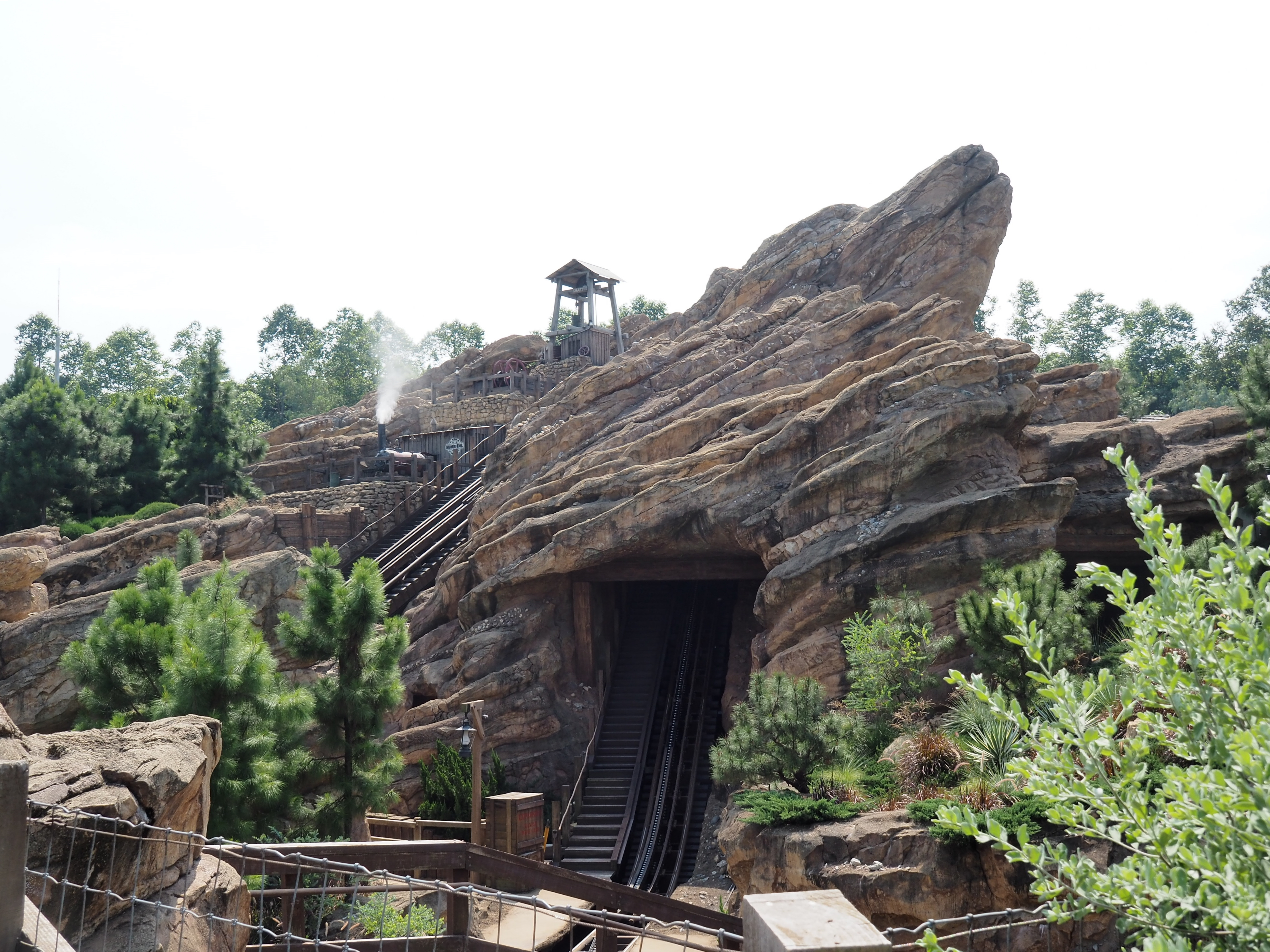
Big Grizzly Mountain Runaway Mine Cars

Grizzly Gulch est inaugurée le 14 juillet 2012. Il s'agit d'une adaptation de Frontierland. Elle représente une ville minière abandonnée dans l'Ouest américain, que se sont appropriée des grizzlis. 
Inspirée de Big Thunder Mountain, l'attraction phare est Big Grizzly Mountain Runaway Mine Cars, un train de la mine. Le quartier comprend aussi l'aire de jeu aquatique Geyser Gulch, le restaurant Lucky Nugget Saloon et la boutique Bear Necessities.

### Mystic Point

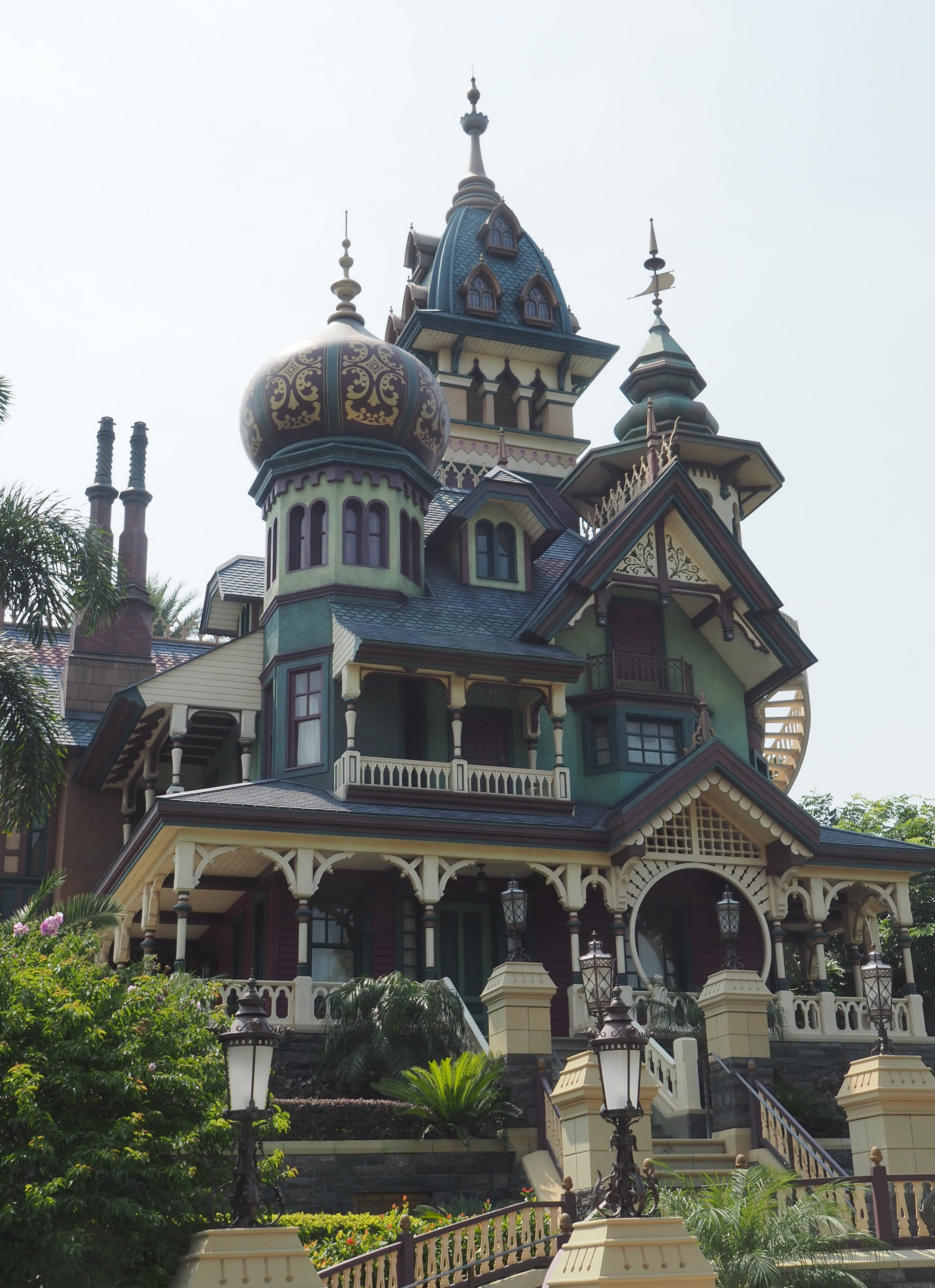
Mystic Manor

Mystic Point ouvre au printemps 2013 entre Toy Story Land et Grizzly Gulch. L'attraction principale est le parcours scénique Mystic Manor, variante de Haunted Mansion. Ce manoir, devenu un musée mystique au cœur d'une forêt vierge, est le point de convergence d’événements surnaturels et de forces mystérieuses.
Il jouxte Garden of Wonders, un jardin mystique composé de curieuses antiquités archéologiques générant des illusions 3D.

### World of Frozen

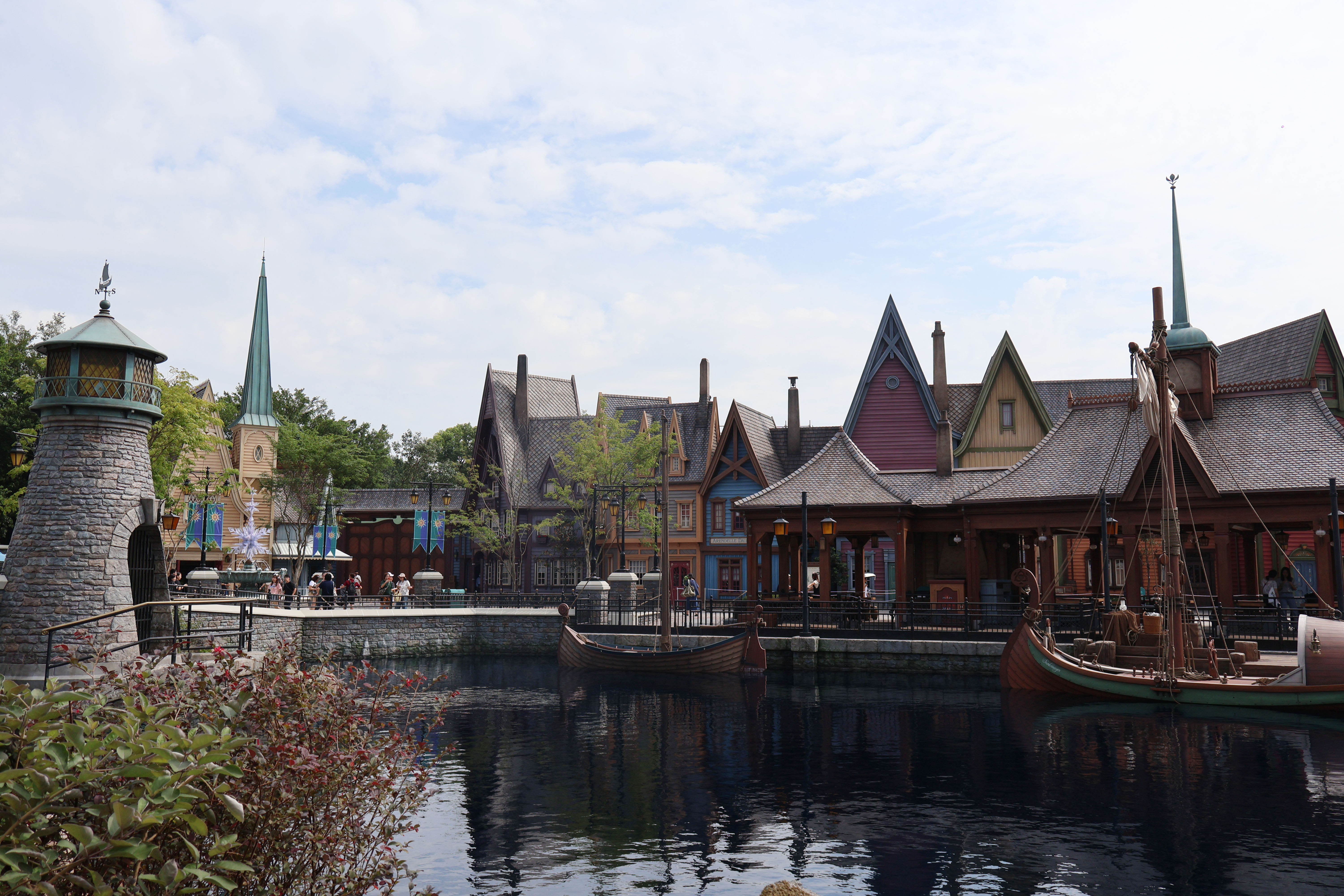
Frozen Ever After

World of Frozen a été inaugurée le 20 novembre 2023. Cette zone, basée sur le thème de La Reine des neiges, propose deux attractions, un lieu de rencontre de personnages, un restaurant et deux boutiques. 
Les décors se composent d'un lac, d'une montagne et de la ville d'Arendelle avec son château. L'attraction principale de la zone est Frozen Ever After ; c'est un parcours scénique où évolue des bateaux dans des décors inspirés du premier film de La Reine des neiges. Wandering Oaken's Sliding Sleighs est un petit circuit familial de montagnes russes, inspiré de Seven Dwarfs Mine Train. L'entrée de l'attraction est inspirée de la boutique Chez Oaken, bazar et sauna, visible dans le film original qui a inspiré la zone.